# Liste von Auszeichnungen von Darren Aronofsky
Liste von Auszeichnungen Nominierungen des US-amerikanischen Regisseurs, Drehbuchautors und Filmproduzenten Darren Aronofsky.

## Auszeichnungen und Nominierungen
| Jahr | Preis                                         | Kategorie          | Titel               | Resultat    |
| ---- | --------------------------------------------- | ------------------ | ------------------- | ----------- |
| 1999 | Sundance Film Festival                        | Beste Regie        | Pi                  | Gewonnen    |
| 1999 | Sundance Film Festival                        | Grand Jury Prize   | Pi                  | Nominierung |
| 1999 | Independent Spirit Awards                     | Bestes Drehbuch    | Pi                  | Gewonnen    |
| 1999 | Independent Spirit Awards                     | Bester Film        | Pi                  | Nominierung |
| 2001 | Independent Spirit Awards                     | Bester Film        | Requiem for a Dream | Nominierung |
| 2001 | Independent Spirit Awards                     | Beste Regie        | Requiem for a Dream | Nominierung |
| 2006 | Internationale Filmfestspiele von Venedig     | Goldener Löwe      | The Fountain        | Nominierung |
| 2008 | Internationale Filmfestspiele von Venedig     | Goldener Löwe      | The Wrestler        | Gewonnen    |
| 2009 | Independent Spirit Award                      | Beste Regie        | The Wrestler        | Gewonnen    |
| 2009 | London Critics’ Circle Film Award             | Bester Film        | The Wrestler        | Gewonnen    |
| 2009 | London Critics’ Circle Film Award             | Beste Regie        | The Wrestler        | Gewonnen    |
| 2009 | National Board of Review                      | Bester Film        | The Wrestler        | Nominierung |
| 2010 | Internationale Filmfestspiele von Venedig     | Goldener Löwe      | Black Swan          | Nominierung |
| 2010 | Critics’ Choice Awards                        | Beste Regie        | Black Swan          | Nominierung |
| 2010 | Independent Spirit Awards                     | Beste Regie        | Black Swan          | Gewonnen    |
| 2010 | Independent Spirit Awards                     | Bester Film        | Black Swan          | Gewonnen    |
| 2010 | Gotham Awards                                 | Bester Film        | Black Swan          | Nominierung |
| 2010 | Chicago Film Critics Association              | Beste Regie        | Black Swan          | Nominierung |
| 2010 | San Francisco Film Critics Circle Awards      | Beste Regie        | Black Swan          | Gewonnen    |
| 2010 | Satellite Award                               | Beste Regie        | Black Swan          | Nominierung |
| 2010 | Toronto Film Critics Association              | Beste Regie        | Black Swan          | Nominierung |
| 2010 | Vancouver Film Critics Circle                 | Beste Regie        | Black Swan          | Nominierung |
| 2010 | Washington D.C. Area Film Critics Association | Beste Regie        | Black Swan          | Nominierung |
| 2011 | British Academy of Film and Television Arts   | Beste Regie        | Black Swan          | Nominierung |
| 2011 | Golden Globe Award                            | Beste Regie        | Black Swan          | Nominierung |
| 2011 | Directors Guild of America                    | Beste Regie        | Black Swan          | Nominierung |
| 2011 | Academy Awards                                | Beste Regie        | Black Swan          | Nominierung |
| 2011 | Scream Awards                                 | Beste Regie        | Black Swan          | Gewonnen    |
| 2018 | Goldene Himbeere                              | Schlechteste Regie | Mother!             | Nominierung |